# Молодёжный (платформа)
«Молодёжный» (белор. Маладзёжны) — остановочный пункт дизель-поездов на юго-восточной окраине города Сморгонь, между микрорайонами Восточный и Молодёжный (назван по аналогии с последним). Расположен на перегоне «Залесье — Сморгонь» между остановочным пунктом Белосельский и станцией Сморгонь. Пущен в эксплуатацию в начале 2000-х годов.

## Рядом расположены
- ОАО «Сморгоньлен» в микрорайоне Молодёжный (примерно в 2 километрах к югу от платформы).
- Сморгонский литейно-механический завод в полукилометре на запад от остановочного пункта.
- Рядом расположена автомобильная парковка, с которой осуществляются отправки пригородных маршрутных такси по направлению Сморгонь-Минск.

## Стоимость
- Стоимость проезда до станции Молодечно — 1.13 бел. руб. (с 26 апреля 2022)
- Стоимость проезда до станции Минск-Пассажирский — 3.36 бел. руб. (с 26 апреля 2022)
- Стоимость проезда до станции Гудогай — 1.22 бел. руб. (с 26 апреля 2022).

## В пути
- Время в пути до станции Молодечно около 40 минут.
- Время в пути до станции Сморгонь около 5 минут.